# Apotegmas de los Padres del desierto

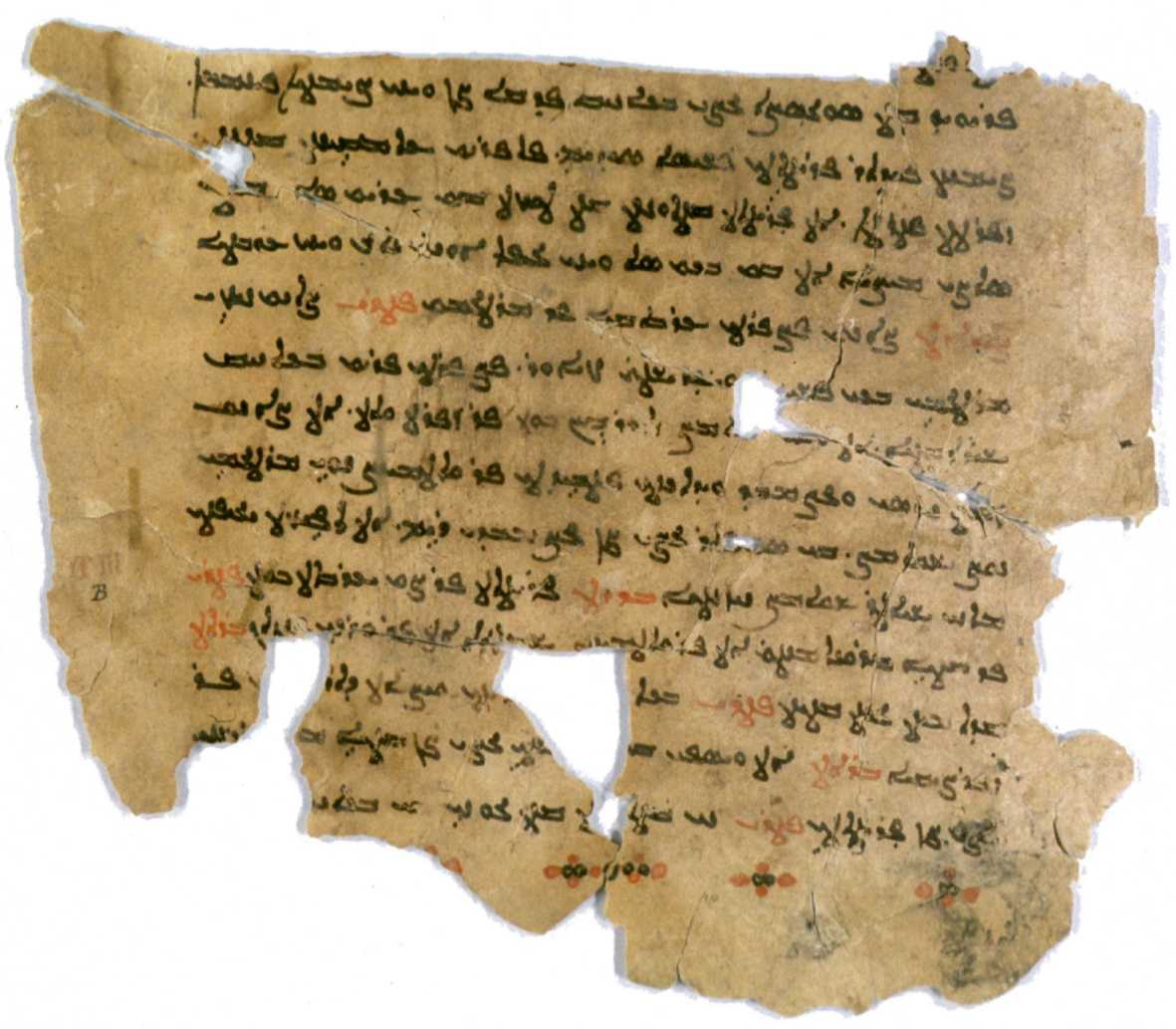
Trozo de pergamino de los Apotegmas de los Padres del desierto.

Los Apotegmas de los Padres del desierto o del yermo (en el original griego: ἀποφθέγματα τῶν ἁγίων γερόντων, ἀποφθέγματα τῶν πατέρων, τὸ γεροντικόν, en latín: Apophthegmata Patrum Aegyptiorum) es el nombre dado a varias colecciones de dichos e historias de los llamados Madres y Padres del Desierto, del yermo o de la Tebaida, cuya primera versión data más o menos del siglo V d. C.

## Origen
Estas colecciones, que no constan solo de dichos, sino también de hechos edificantes, y que en griego se denominaban simplemente como "Gerontikon" o "Paterikon", reflejan la sabiduría espiritual fraguada en la soledad del retiro por los primeros eremitas, ermitaños, anacoretas y cenobitas cristianos que vivían en los desiertos sobre todo de Egipto (próximos a Alejandría, pero también en la más lejana Tebaida), aunque algunos vivieron también en los yermos de Siria y Palestina. En Egipto podía vivir uno solo en una cueva o cabaña, o bien en eremitorios que terminaban formando agrupaciones monásticas en el desierto, como las de Uadi Natrun, Nitria o Kellia.
Por lo general, los textos adoptan el formato de consejos o un escueto diálogo entre un padre espiritual y un joven discípulo o visitante, que requiere su respuesta ante alguna duda, precisión o definición doctrinal o algún compromiso espiritual. Su origen parece ser de tradición oral en idioma copto, ya que en el texto son frecuentes expresiones como  "abba X ha dicho..."; "dime una cosa, abba" o "dime una cosa, amma". Estos dichos se consideraban carismáticos, y fueron ordenados bien alfabéticamente por autores en la versión publicada por Jean-Baptiste Cotelier en el siglo XVII y reeditada por Jacques-Paul Migne, Patrologia Graeca LV, o por temas, como, por ejemplo, distintas virtudes o prácticas religiosas; aún no publicada en griego, una versión latina fue editada a principios del XVII por el jesuita Heribert Rosweyde (Vitae Patrum) y de nuevo por Migne, Patrologia Latina LXXIII, cols. 855-1022, en la traducción latina hecha a mediados del siglo VI por Pelagio y Juan el Diácono.
Muy tempranamente las sentencias en copto se tradujeron al griego y a otros idiomas. Dichas colecciones se difundieron ampliamente entre los primeros monjes del monacato cristiano, por lo cual sufrieron diversas modificaciones y aparecieron en diversas formas y copias más o menos corregidas, ampliadas, refundidas, traducidas, desgajadas, mezcladas o extractadas.
Entre los Padres del Desierto son famosos Antonio el Grande, Arsenio, el Grande, Poemen, Macario de Egipto y Moisés el Etíope, y entre las madres del desierto Sinclética de Alejandría; pero el número de ascetas del desierto que dejaron algún testimonio en estas colecciones es bastante amplio.

## Influjo
Estas recopilaciones influyeron no poco en teólogos tan eminentes como San Jerónimo de Estridón y San Agustín de Hipona.

## Textos transmitidos
La primera mención de los dichos parece ser de finales del siglo IV (Regla de san Pacomio). Pronto estos apotegmas y anécdotas edificantes se trasladaron del desierto a los conventos y monasterios por su utilidad para contribuir a la formación espiritual de los monjes y con tal motivo se pasaron por escrito. Ya en el siglo V hay dos versiones, la Collectio Monastica, escrita en etíope, y el Asceticon de abba Isaías, escrito en griego. 
Pelagio y Juan el Diácono hicieron las primeras traducciones de estas sentencias al latín a mediados del siglo VI. Martín de Braga también tradujo al latín algunos, trabajo que amplió su discípulo Pascasio de Dumio aproximadamente hacia el año 555. Pero se cree que este trabajo puede contener solo la quinta parte de un texto griego original. Entre 867 y 872, San Metodio de Salónica tradujo una versión al antiguo eslavo eclesiástico, y aunque el original se perdió en el siglo XIV han subsistido varias docenas de copias. En el siglo XVII, el jesuita holandés Heribert Rosweyde compiló y tradujo todas las fuentes disponibles sobre los Padres del Desierto y las publicó en latín como Vitae patrum.

## Ejemplos
- Abba Teófilo, el arzobispo, llegó a Scetis un día. Los hermanos dijeron al abba Pambo: "Dile algo al arzobispo, de modo que pueda ser edificado." El anciano respondió: "Si no es edificado por mi silencio, no lo será por mis palabras".[3]
- El abba Pastor dijo: "Si un hombre ha hecho algo malo y no lo niega, pero dice "he hecho algo mal" no lo reprendáis, porque romperéis el propósito de su alma. Y si dices: "No estés triste, hermano, sino ten cuidado en el futuro", lo alentarás a cambiar su vida."[4]
- Un eremita que vio a uno reírse, le dijo: "Debemos dar cuenta de toda nuestra vida ante Cielo y Tierra, ¿y puedes reír?"[4]
- Moisés el Negro decía también: «Si el hombre no graba en su corazón que es pecador, Dios no lo escucha». Y un hermano le preguntó: «¿Por qué es tan importante sentirse pecador?». Y el anciano le contestó: «Si uno tiene presentes sus pecados, no ve los pecados de su prójimo».
- Los ancianos decían: «El alma es una fuente: si profundizas se hace más limpia; si arrojas en ella estiércol, se ensucia»
- Decía un anciano: «Lo mismo que el suelo no puede caer más bajo, así también el humilde no puede caer».
- Le preguntaron a un anciano: «¿Qué haces para no estar nunca desanimado?». Y contestó: «Espero la muerte cada día».
- Uno preguntó a un anciano: «¿Por qué me desanimo continuamente?». Y respondió: «Porque no has visto todavía la meta».[5]